# BB&T Center
BB&T Center je arena u Sunriseu, Florida, SAD.
Dom je NHL ekipi Florida Panthers. Izgradnja ove arene počela je u listopadu 1996. godine, aotvorena je 3. listopada dvije godine kasnije.  Kapacitet mjesta za hokejašku utakmicu je 19,250.

U dvorani se također održavaju košarkaška, boksačka i hrvačka natjecanja.

## Vanjske poveznice
- BB&T Center